# Oberherweg
Oberherweg ist eine Hofschaft in Halver im Märkischen Kreis im Regierungsbezirk Arnsberg in Nordrhein-Westfalen (Deutschland).

## Lage und Beschreibung
Oberherweg liegt im östlichen Halver an der Landesstraße L892 zwischen dem Hauptort und dem größeren Ehringhausen. Weitere Nachbarorte sind Howarde, Winkhof, Siepen, Schröders Herweg, Im Wiebusch, Collenberg und Neuenherweg.
Oberherweg liegt auf einem Höhenzug zwischen den Tälern der Hälver und der Schlemme, beide Zuflüsse der Volme.

## Geschichte
Oberherweg wurde erstmals 1461 urkundlich erwähnt, die Entstehungszeit der Siedlung wird aber für den Zeitraum zwischen 1200 und 1300 am Ende der mittelalterlichen Rodungsperiode vermutet.
1818 lebten 20 Einwohner im Ort. Laut der Ortschafts- und Entfernungs-Tabelle des Regierungs-Bezirks Arnsberg wurde Oberherweg unter dem Namen Obernherweg als Hof kategorisiert und besaß 1838 eine Einwohnerzahl von 37, allesamt evangelischen Glaubens. Der Ort gehörte zur Halveraner Dorfbauerschaft innerhalb der Bürgermeisterei Halver und besaß fünf Wohnhäuser, zwei Fabriken bzw. Mühlen und zwei landwirtschaftliche Gebäude.
Das Gemeindelexikon für die Provinz Westfalen von 1887 gibt eine Zahl von 33 Einwohnern an, die in fünf Wohnhäusern lebten.
Wie auch die anderen -herweg Orte in Halver (Mittelherweg, Niederherweg, Neuenherweg, Schröders Herweg, Herweger Schleifkotten) leitet sich der Ortsname aus der Lage an der Altstraße von Köln über Wipperfürth, Halver, Lüdenscheid, Werdohl und Arnsberg nach Soest hervor, ein mittelalterlicher (nach anderen Ansichten vorgeschichtlicher) Handels-, Pilger- und Heerweg, der von Neuenherweg kommend über die Trasse der heutigen Landesstraße L892 verlief.